# EC 번호 목록 (EC 2)
EC 번호 목록 (EC 2)(영어: list of EC numbers (EC 2))은 EC 번호의 두 번째 부류인 EC 2 전이효소에 대한 EC 번호 목록이며, 국제 생화학·분자생물학 연합의 명명법 위원회에서 결정한 번호 순서 대로 나열되어 있다. 모든 공식 정보는 위원회의 웹사이트에 표로 정리되어 있다. 데이터베이스는 엔드류 맥도널드(Andrew McDonald)가 개발하고 유지 관리한다.

## EC 2.1: 탄소 원자 1개로 구성된 작용기 전이효소

### EC 2.1.1: 메틸기전이효소
- EC 2.1.1.1: 니코틴아마이드 N-메틸기전이효소
- EC 2.1.1.2: 구아니디노아세트산 N-메틸기전이효소
- EC 2.1.1.3: 테틴-호모시스테인 S-메틸기전이효소

## 같이 보기
- 효소 목록
- EC 번호 목록 (EC 1) (영어판)
- EC 번호 목록 (EC 3) (영어판)
- EC 번호 목록 (EC 4) (영어판)
- EC 번호 목록 (EC 5) (영어판)
- EC 번호 목록 (EC 6) (영어판)
- EC 번호 목록 (EC 7) (영어판)